# Arthur Acland
Arthur Acland, właśc. Arthur Herbert Dyke Acland, 13. baronet (ur. 13 października 1847 w Holmite niedaleko Porlock w hrabstwie Somerset, zm. 9 października 1926) – brytyjski polityk, członek Partii Liberalnej, minister w rządach Williama Ewarta Gladstone’a i lorda Rosebery’ego.
Był synem sir Thomasa Aclanda, 11. baroneta, i Mary Mordaunt, córki sir Charlesa Mordaunta, 8. baroneta. Wykształcenie odebrał w Rugby School oraz w Christ Church na Uniwersytecie Oksfordzkim. Po ukończeniu studiów pozostał na uczelni i wykładał w Keble College. W 1872 r. został diakonem Kościoła Anglii, a w 1874 r. otrzymał święcenia kapłańskie. W 1879 r. zrezygnował jednak z kariery duchownego i rozpoczął karierę polityczną.
W 1885 r. został wybrany do Izby Gmin z okręgu Rotherham. W parlamencie zajmował się głównie kwestiami związanymi z edukacji. W 1889 r. przyczynił się do uchwalenia Welsh Intermediate Education Act. W liberalnych rządach Gladstone’a i Rosebery’ego w latach 1892-1895 Acland był wiceprzewodniczącym Komitetu Edukacji. Za jego urzędowania uchwalono Elementary Education (Blind and Deaf Children) Act (1893) oraz Elementary Education (School Attendance) Act (1893).
Acland zrezygnował z miejsca w parlamencie w 1899 r. i otrzymał stanowisko stewarda Manor of Northstead. W 1908 r. odmówił przyjęcia tytułu parowskiego. Wspólnie z Cyrilem Ransome'em opracował Handbook in Outline of the Political History of England. Po śmierci starszego brata Charlesa w 1919 r. odziedziczył tytuł baroneta. Zmarł w 1926 r.